# Beierolpium soudanense franzi
Beierolpium soudanense franzi es una subespecie de arácnido del orden Pseudoscorpionida de la familia Olpiidae.

## Distribución geográfica
Se encuentra en el Chad.